# Waverly (Virginia)
Waverly es un pueblo situado en el condado de Sussex, Virginia  (Estados Unidos). Según el censo de 2010 tenía una población de 2.149 habitantes.

## Demografía
Según el censo del 2000, Waverly tenía 2.309 habitantes, 880 viviendas, y 570 familias. La densidad de población era de 290,4 habitantes por km².
De las 880 viviendas en un 29,8%  vivían niños de menos de 18 años, en un 40,1%  vivían parejas casadas, en un 20,7% mujeres solteras, y en un 35,2% no eran unidades familiares. En el 31% de las viviendas  vivían personas solas el 12,7% de las cuales correspondía a personas de 65 años o más que vivían solas. El número medio de personas viviendo en cada vivienda era de 2,47 y el número medio de personas que vivían en cada familia era de 3,09.
Por edades la población se repartía de la siguiente manera: un 25,4% tenía menos de 18 años, un 6% entre 18 y 24, un 26,6% entre 25 y 44, un 23,4% de 45 a 60 y un 18,6% 65 años o más.
La edad media era de 40 años.  Por cada 100 mujeres de 18 o más años  había 80,4 hombres.
La renta media por vivienda era de 33.698$ y la renta media por familia de 39.792$. Los hombres tenían una renta media de 27.414$ mientras que las mujeres 21.279$. La renta per cápita de la población era de 14.848$. En torno al 11,7% de las familias y el 15,7% de la población estaban por debajo del umbral de pobreza.

## Localidades adyacentes
El siguiente diagrama muestra a las localidades más próximas a Waverly.